# Casa parohială evanghelică din Sibiu
Casa parohială evanghelică din Sibiu este un monument istoric aflat pe teritoriul municipiului Sibiu. În Repertoriul Arheologic Național, monumentul apare cu codul 143469.220.
Clădirea de la nr. 1: cu latura lungă spre piață, este compusă din patru corpuri  cu pivniță și două niveluri, ce închid o curte interioară îngustă. Corpul din stânga, de plan pătrat,  păstrează în fațada principală un portal în stil gotic târziu, cu elemente de Renaștere, atribuit renumitului pietrar și arhitect Andreas Lapicida, care l-a executat la comanda plebanului Johannes din Alțâna. Blazonul acestuia, încadrat de portretul plebanului, al patronului său, Sf. Ioan Botezătorul, al împăratului Frederic și al papei Alexandru al VI-lea se află la partea superioară a ancadramentului. Portalul este datat 1502. Golurile din fațada acestui corp păstrează tâmplăria din jurul anului 1800. Fațadele spre grădină au contraforți masivi. În pivniță este păstrat un ancadrament în arc frânt. Corpul median înglobează  pasajul carosabil, cu deschidere în segment de cerc și poartă cu chenar geometric.  Corpul din dreapta  păstrează tâmplăria istorică.  Corpul de pe latura de fund a curții înglobează un turn de apărare al centurii a III-a, dreptunghiular, acoperit în pupitru. La parter, toate corpurile prezintă spații boltite în cruce, iar corpul din stânga păstrează și decorație de plafon și tâmplărie barocă. Nr. 2: Clădirea, cu plan dreptunghiular cu latura lungă la Piață, are pivniță, parter și acoperiș în trei ape. Fațada spre piață este modernizată, dar fațada lungă spre curte păstrează zidăria medievală din piatră și cărămidă, înglobând, probabil, resturi ale primei centuri de fortificare a orașului Nr. 1: Nucleu sec. 13-14, modificări 1502. Nr. 2: Sec. 16, restructurată în perioada 1920-1940